# Longitudinell våg

Animation av en löpande kompressionsvåg

Stående våg i ett öppet rör; ljudtryck visas överst och lufthastighet nere kvalitativt på vänstersida och som grafer på högersida.

Longitudinell våg, en våg där punkterna i vågmediet svänger i vågens utbredningsriktning. Härvid komprimeras mediet, och den återställande kraften ges av tryck.
Ett exempel är en ljudvåg eller en vanlig fjäder.
Motsatsen är en transversell våg där punkterna i vågmediet svänger vinkelrätt mot utbredningsriktningen. Exempel: stränginstrument och elektromagnetisk strålning.

## Hastighet
Kompressionsvågor i ett medium har en utbredningshastighet som är proportionell mot roten ur förhållandet mellan mediets tryckmodul (bulkmodul) K och dess densitet ρ:
{\displaystyle v={\sqrt {\frac {K}{\rho }}}.}
För longitudinella vågor i en stav bör man använda materialets elasticitetsmodul E.